# Hungría en la Copa Mundial de Fútbol de 1954
La Selección de Hungría fue uno de los 16 equipos participantes de la Copa Mundial de Fútbol de 1954, que se realizó en Suiza.
Previo a la Copa del Mundo, Hungría había ganado el Torneo Olímpico de Fútbol en la edición de Helsinki 1952, y tenía una racha de 28 partidos invicto, por lo que era considerado uno de los máximos favoritos para llevarse el título.
El "equipo de oro", como era conocido, clasificó de forma directa al Mundial, porque en el Grupo 7 de la eliminatoria, su rival de turno, la selección de Polonia se retiró.

## Clasificación

### Grupo 7
Hungría logra la clasificación debido a que Polonia abandona la eliminatoria e Islandia fue expulsado de la competición.

## Jugadores
Los datos corresponden a la situación previa al inicio del torneo.
| #  | Nombre          | Posición      | Edad | PJ Sel | Club                   |
| -- | --------------- | ------------- | ---- | ------ | ---------------------- |
| 1  | Gyula Grosics   | Portero       | 28   | 31     | Budapest Honvéd        |
| 2  | Jenő Buzánszky  | Defensa       | 29   | 23     | Dorogi Bányász         |
| 3  | Gyula Lóránt    | Defensa       | 31   | 24     | Budapest Honvéd        |
| 4  | Mihály Lantos   | Defensa       | 25   | 20     | Budapesti Vörös Lobogó |
| 5  | József Bozsik   | Mediocampista | 28   | 48     | Budapest Honvéd        |
| 6  | József Zakariás | Defensa       | 30   | 31     | Budapesti Vörös Lobogó |
| 7  | József Tóth     | Delantero     | 25   | 2      | Csepel SC              |
| 8  | Sándor Kocsis   | Delantero     | 24   | 36     | Budapest Honvéd        |
| 9  | Nándor Proctor  | Delantero     | 32   | 36     | Budapesti Vörös Lobogó |
| 10 | Ferenc Puskás   | Delantero     | 27   | 55     | Budapest Honvéd        |
| 11 | Zoltán Czibor   | Delantero     | 24   | 26     | Budapest Honvéd        |
| 12 | Béla Kárpáti    | Defensa       | 24   | 1      | Győri Vasas ETO        |
| 13 | Pál Várhidi     | Defensa       | 22   | 0      | Budapesti Dózsa        |
| 14 | Imre Kovács     | Mediocampista | 32   | 8      | Budapesti Vörös Lobogó |
| 15 | Ferenc Szojka   | Mediocampista | 23   | 0      | Salgótarjáni BTC       |
| 16 | László Budai    | Mediocampista | 25   | 21     | Budapest Honvéd        |
| 17 | Ferenc Machos   | Delantero     | 21   | 0      | Budapest Honvéd        |
| 18 | Lajos Csordás   | Delantero     | 21   | 7      | Vasas SC               |
| 19 | Péter Palotás   | Delantero     | 24   | 16     | Budapesti Vörös Lobogó |
| 20 | Mihály Tóth     | Delantero     | 27   | 3      | Budapesti Dózsa        |
| 21 | Sándor Gellér   | Portero       | 28   | 5      | Budapesti Vörös Lobogó |
| 22 | Géza Gulyás     | Portero       | 23   | 0      | Budapesti Kinizsi      |
| DT | Gusztáv Sebes   |               |      |        |                        |

## Enfrentamientos previos
Se tienen en cuenta los partidos jugados por la selección de Hungría un año antes del inicio de la Copa Mundial de Fútbol de 1954:
| Fecha                   | Lugar     |                |                           | Resultado |                       |            |
| ----------------------- | --------- | -------------- | ------------------------- | --------- | --------------------- | ---------- |
| 17 de mayo de 1953      | Roma      | Italia         | Bandera de Italia         | 0:3 (0:1) | Bandera de Hungría    | Hungría    |
| 5 de julio de 1953      | Estocolmo | Suecia         | Bandera de Suecia         | 2:4       | Bandera de Hungría    | Hungría    |
| 4 de octubre de 1953    | Praga     | Checoslovaquia | Bandera de Checoslovaquia | 1:5 (1:4) | Bandera de Hungría    | Hungría    |
| 11 de octubre de 1953   | Viena     | Austria        | Bandera de Austria        | 2:3 (0:0) | Bandera de Hungría    | Hungría    |
| 15 de noviembre de 1953 | Budapest  | Hungría        | Bandera de Hungría        | 2:2       | Bandera de Suecia     | Suecia     |
| 25 de octubre de 1953   | Londres   | Inglaterra     | Bandera de Inglaterra     | 3:6 (2:4) | Bandera de Hungría    | Hungría    |
| 12 de febrero de 1954   | El Cairo  | Egipto         | Bandera de Egipto         | 0:3       | Bandera de Hungría    | Hungría    |
| 11 de abril de 1954     | Viena     | Austria        | Bandera de Austria        | 0:1 (0:1) | Bandera de Hungría    | Hungría    |
| 23 de mayo de 1954      | Budapest  | Hungría        | Bandera de Hungría        | 7:1 (3:0) | Bandera de Inglaterra | Inglaterra |

## Participación

### Grupo B
| Equipo           | Pts | PJ | PG | PE | PP | GF | GC | Dif |
| ---------------- | --- | -- | -- | -- | -- | -- | -- | --- |
| Hungría          | 4   | 2  | 2  | 0  | 0  | 17 | 3  | 14  |
| Alemania Federal | 4   | 3  | 2  | 0  | 1  | 14 | 11 | 3   |
| Turquía          | 2   | 3  | 1  | 0  | 2  | 10 | 11 | -1  |
| Corea del Sur    | 0   | 2  | 0  | 0  | 2  | 0  | 16 | -16 |

| 17 de junio de 1954, 18:00 | Hungría                                                                           | 9:0 (4:0) | Corea del Sur | Hardturm-Stadion, Zúrich                                               |                                                                        |
|                            | Puskás 12' 89' · Lantos 18' · Kocsis 24', 36', 50' · Czibor 59' · Palotás 75' 83' | Reporte   |               | Asistencia: 18.000 espectadores Árbitro(s): Raymond Vincenti (Francia) | Asistencia: 18.000 espectadores Árbitro(s): Raymond Vincenti (Francia) |

| 20 de junio de 1954, 16:50 | Hungría                                                               | 8:3 (3:1) | Alemania Federal                    | St. Jakob Park, Basilea                                               |                                                                       |
|                            | Kocsis 3', 21', 69', 78' · Puskás 17' · Hidegkuti 52', 54' · Tóth 75' | Reporte   | Pfaff 25' · Rahn 77' · Herrmann 84' | Asistencia: 65.000 espectadores Árbitro(s): William Ling (Inglaterra) | Asistencia: 65.000 espectadores Árbitro(s): William Ling (Inglaterra) |

### Cuartos de final
| 27 de junio de 1954, 17:00      | Hungría                                           | 4:2 (2:1) | Brasil                                 | Wankdorfstadion, Berna                                                |                                                                       |
|                                 | Hidegkuti 4' · Kocsis 7', 88' · Lantos 60' (pen.) | Reporte   | Djalma Santos 18' (pen.) · Julinho 65' | Asistencia: 60.000 espectadores Árbitro(s): Arthur Ellis (Inglaterra) | Asistencia: 60.000 espectadores Árbitro(s): Arthur Ellis (Inglaterra) |
| Véase también: Batalla de Berna |                                                   |           |                                        |                                                                       |                                                                       |

### Semifinal
| 30 de junio de 1954, 18:00 | Hungría                                        | 4:2 (1:0, 2:2) (t. s.) | Uruguay          | Stade de La Pontaise, Lausana                                        |                                                                      |
|                            | Czibor 12' · Hidegkuti 47' · Kocsis 109', 116' | Reporte                | Hohberg 75', 86' | Asistencia: 37.000 espectadores Árbitro(s): Mervyn Griffiths (Gales) | Asistencia: 37.000 espectadores Árbitro(s): Mervyn Griffiths (Gales) |

### Final
| 4 de julio de 1954, 17:00 | Alemania Federal           | 3:2 (2:2) | Hungría               | Wankdorfstadion, Berna                                                |                                                                       |
|                           | Morlock 10' · Rahn 18' 84' | Reporte   | Puskás 6' · Czibor 8' | Asistencia: 60.000 espectadores Árbitro(s): William Ling (Inglaterra) | Asistencia: 60.000 espectadores Árbitro(s): William Ling (Inglaterra) |